# 5292 Mackwell
5292 Mackwell è un asteroide della fascia principale. Scoperto nel 1991, presenta un'orbita caratterizzata da un semiasse maggiore pari a 2,5657656 UA e da un'eccentricità di 0,1564673, inclinata di 15,47330° rispetto all'eclittica.